# Annie Whitehead
Annie Whitehead (Oldham, 16 juli 1955) is een Britse jazztromboniste.

## Biografie
Whitehead speelde tijdens haar schooltijd in blaasorkesten en vanaf 1969 in plaatselijke dansbands. In 1971 voegde ze zich bij de All Girls Band van Ivy Benson, bij wie ze twee jaar bleef. Vervolgens verhuisde ze voor een poos naar Jersey. In 1979 formeerde ze haar eigen band om ska te spelen. In 1981 ging ze naar Londen en was daar actief in verschillende genres. Ze werkte o.a. met Joan Armatrading, Chris Rea, Barbara Morgenstern, Bill Wells, Bill Wyman, Elvis Costello, Carlene Carter, Paul Weller, Jerry Dammers, Amazulu, The Communards, Jah Wobble en Bananarama. In 1983 ging ze met de Brotherhood of Breath van Chris McGregor op een Afrika-tournee en toerde ze met Fun Boy Three door de Verenigde Staten.
Gelijktijdig werkte ze met Larry Stabbins bij Working Week en formeerde ze in 1984 haar eigen band, waarmee ze in de komende jaren internationaal op tournee ging. In 1985 verscheen haar debuutalbum Mix Up. Whitehead speelde echter ook met District Six en met John Stevens. Verder werkte ze met de Guest Stars, het orkest van Charlie Watts, met Maggie Nicols en met het Dedication Orchestra van Louis Moholo. In 1991 voegde ze zich bij het Penguin Cafe Orchestra en was betrokken bij drie van hun producties en wereldwijde tournees. In 1993 werkte ze met de bigband van Carla Bley, vanaf 1999 ook met de Jazz Jamaica Allstars. Ze trad ook op met Michał Urbaniak, Jasper van 't Hof, Urszula Dudziak, Sibylle Pomorin, Christoph Spendel en Ray Anderson.
In 1999 produceerde en arrangeerde ze voor Robert Wyatt diens Soupsongs Live en ging daarmee op tournee (o.a. op het Moers Festival met Julie Tippetts). Met Harry Beckett, Jennifer Maidman en Liam Genockey vormde ze de band Rude, met Alistair Anderson Northern Lights.
Ze formeerde de uit twaalf muzikanten bestaande Vortex Foundation Band (benoemd naar de niet meer bestaande Vortex Jazzclub in Noord-Londen) die eerst optrad tijdens het London Jazz Festival en sindsdien soms optrad en ook opnam. In de bigband speelden o.a. Deirdre Cartwright, Andrea Vicari, Diane McLoughlin, Alison Rayner en Barbara Snow.
- Bibliothèque nationale de France: cb14045190t (data)
- Gemeinsame Normdatei: 13455583X
- International Standard Name Identifier: 0000 0000 5547 1556
- Library of Congress Control Number: no98056906
- MusicBrainz: 69b725c4-7d29-4e60-b679-b963a5f52fb3
- Virtual International Authority File: 351149368823985980000